# Jakub Różalski
Jakub Różalski (* 1981 in Koszalin) ist ein polnischer Maler, Illustrator und Konzeptkünstler. Zu seinen bekanntesten Arbeiten zählen die Bilder seiner retrofuturistischen Vision World of 1920+. Daneben erarbeitete er Konzeptkunst für Filme.

## Persönliches
Różalski wuchs in einem kleinen Dorf bei Stettin auf. Er ist Absolvent der Wyższej Szkoły Sztuki Stosowanej (Schola Posnaniensis) in Posen. Seit 2002 ist er professionell als Maler, Illustrator und Konzeptkünstler tätig. Bis 2014 arbeitete er beim deutschen Entwicklerstudio Goodgame in Hamburg als Konzeptzeichner. Anfang 2015 zog er mit seiner Frau zurück nach Krakau, um sich auf seine eigenen Arbeiten zu konzentrieren. Mittlerweile lebt er in Gorce (Podhale).
Die Pragalerie in Warschau entschied sich für ihre erste Ausstellung zur Neueröffnung im März 2015 eine Reihe von Różalskis Bildern zu präsentieren. Seit dem 24. Mai 2018 werden mehr als zwanzig Werke von Różalski in einer Dauerausstellung des Museums Ochorowiczówce in Wisła ausgestellt. Bereits länger gibt es eine Dauerausstellung seiner Bilder im Naïa-Museum in Rochefort-en-Terre.
Als Vorbilder nannte er die Maler Juliusz Kossak, Józef Chełmoński, Aleksander Gierymski, Józef Brandt, Isaak Lewitan und Iwan Schischkin.

## Werk

### Allgemein
Różalskis arbeitet hauptsächlich digital mit einem Tablet, nur in wenigen Fällen mit Öl- oder Acrylfarben. Die Warschauer Galerie Polska Grafika Cyfrowa bezeichnete seinen Stil als eine Mischung aus Impressionismus, Realismus und Naturalismus. In seinen Bildern verknüpft er oft naturalistische mit fantastischen Elementen. Ziel seiner Arbeiten ist nach eigener Aussage die Verbindung klassischer Malstile mit modernen Designs und einem interessanten Konzept. Seine Bilder sollen eine Geschichte erzählen und arbeiten häufig mit starken Kontrasten, z. B. Szenen des alltäglichen Lebens in einer ungewöhnlichen Umgebung oder der Nebeneinanderstellung von traditionellen und moderne Bildern. Viele seiner Bilder beinhalten außerdem die Darstellung riesiger Wesen oder Objekte.

### 1920+

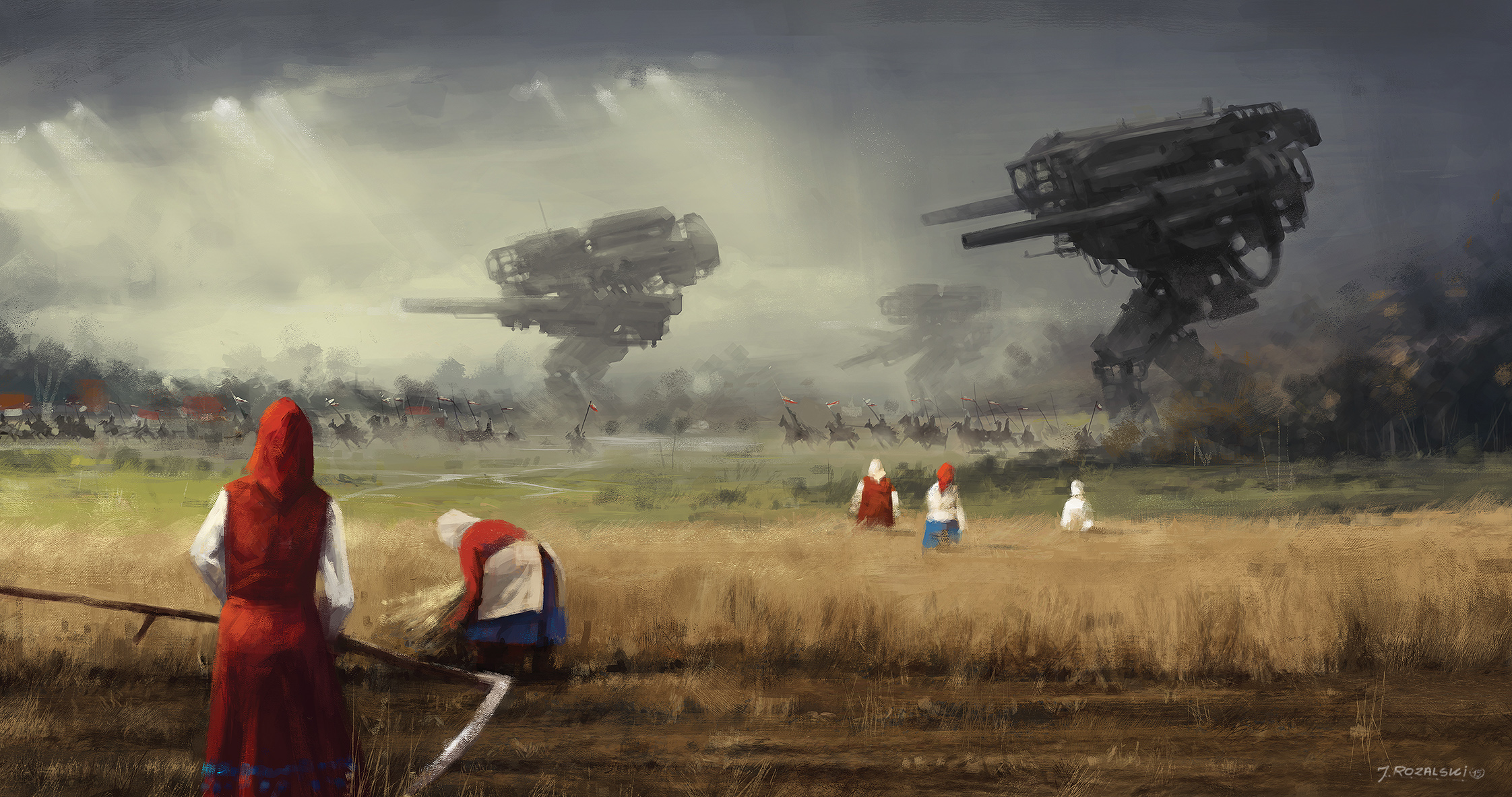
1920 – before the storm, Covermotiv des Brettspiels Scythe und charakteristisches Bild aus dem Werkkomplex 1920+.

Różalskis bekanntester Werkkomplex sind seine Bilder zur retrofuturistischen Alternativwelt 1920+. Es handelt sich um eine fiktionale Interpretation des polnisch-sowjetischen Kriegs zwischen 1919 und 1921, insbesondere die Schlacht bei Warschau im Jahr 1920. Mit seinen Malereien will der Künstler unter anderem auch geschichtliches Interesse und ein Gefühl von Nationalstolz wecken, da in mancher historischen Lesart durch den Sieg der polnischen Armee über die verbündeten sowjetrussischen und sowjetukrainischen Truppen eine Ausdehnung des bolschewikischen Einflussbereichs gestoppt wurde. Gleichzeitig war es einer der letzten Kriege, in dem Kavallerie in größerem Maße eingesetzt wurde. Dieses Aufeinandertreffen von Tradition und Moderne inspirierte Różalski zu seinen Arbeiten, in denen er Szenen und Bilder aus dem polnischen Landleben und der traditionellen Kriegsführung des 19. Jahrhunderts mit Darstellungen futuristischer Kampfläufer (Mechs) verbindet.
Die Faszination für riesige Kampfroboter wurde bei Różalski durch den Film Star Wars: Das Imperium schlägt zurück geweckt. Gepaart mit seinem Interesse für Militär, den Zweiten Weltkrieg, den Verhaltenskodex der Samurai und Literaturwerke von Sienkiewicz, Tolkien und Sapkowski entwickelte er daraus Ideen für seine Alternativwelt 1920+.

### Weitere Arbeiten
Neben 1920+ veröffentlichte Różalski in einem ähnlichen Stil zahlreiche Bilder zu einer alternativen Vision des Zweiten Weltkriegs (Apocalypse Day). Daneben gibt es mehrere Bilder, die sich mit Geralt von Riva, einer Romanfigur des polnischen Fantasyautors Andrzej Sapkowski, beschäftigen. Weitere Werkreihen sind The Ancients (mittelalterliche Figuren im Kampf gegen Riesen) und Wolfpack 1863 (Soldaten im Kampf gegen Werwölfe).
Für Regisseur Jordan Vogt-Roberts erstellte Różalski Konzeptzeichnungen für dessen Film Kong: Skull Island. Auch für dessen geplante Computerspielverfilmung von Metal Gear Solid entwarf er Konzeptzeichnungen.

## Abgeleitete Werke
2016 veröffentlichte der Spieleautor Jamey Stegmaier das Strategie-Brettspiel Scythe. Es wurde vorab durch eine Crowdfunding-Kampagne auf der Website Kickstarter finanziert und erzielte dabei eine Endsumme von 1,8 Millionen US-Dollar. Als thematischen Kern verwendet das Spiel rund 130 Illustrationen aus Różalskis Welt 1920+, um die sich die Narrative und das Spielprinzip aufbaut. Stegmaier hatte sich nach einem Artikel auf der Website Kotaku an Różalski gewandt, um ein Spiel zu dieser Alternativwelt zu entwerfen. Bis 2018 brachte Stegmaier drei Erweiterungen zum Spiel heraus.
Ebenfalls inspiriert von 1920+ kündigte der deutsche Computerspielentwickler King Art 2016 die Entwicklung eines Echtzeit-Strategiespiel für Microsoft Windows, PlayStation 4 und Xbox One an. Das Projekte mit dem Titel Iron Harvest konnte ebenfalls über eine Kickstarter-Kampagne im Frühjahr 2018 insgesamt über 1,5 Millionen US-Dollar einsammeln. Es war damit das bis dahin erfolgreichste Kickstarter-Projekt eines deutschen Spieleentwicklers und King Arts viertes erfolgreich finanziertes Projekt auf dieser Plattform.
2017 veröffentlichte Oats Studios, ein experimentelles Filmstudio des Regisseurs Neill Blomkamp, den Kurzfilm Gdansk, der auf Różalskis Bild 1410 basierte, einer fantastischen Reinterpretation der Schlacht bei Tannenberg.
2018 veröffentlichte der polnische Verlag SQN begleitend zur Eröffnung der Dauerausstellung in Wisła eine Anthologie mit dem Titel Inne światy. Sie enthält zehn Geschichten polnischer Autoren, die von den Bildern Różalskis inspiriert wurden.

## Veröffentlichungen
- Jakub Różalski: Howling at the Moon. ArtStation Media, 2018, ISBN 978-1-77507-071-9.
- Sylwia Chutnik, Jacek Dukaj, Łukasz Orbitowski et al.: Inne Światy. Antologia inspirowana pracami Jakuba Różalskiego. SQN, 2018, ISBN 978-83-65836-19-9.
- Oats Studios: Gdansk (Kurzfilm) (YouTube)